# John Ratcliffe (Politiker, 1965)

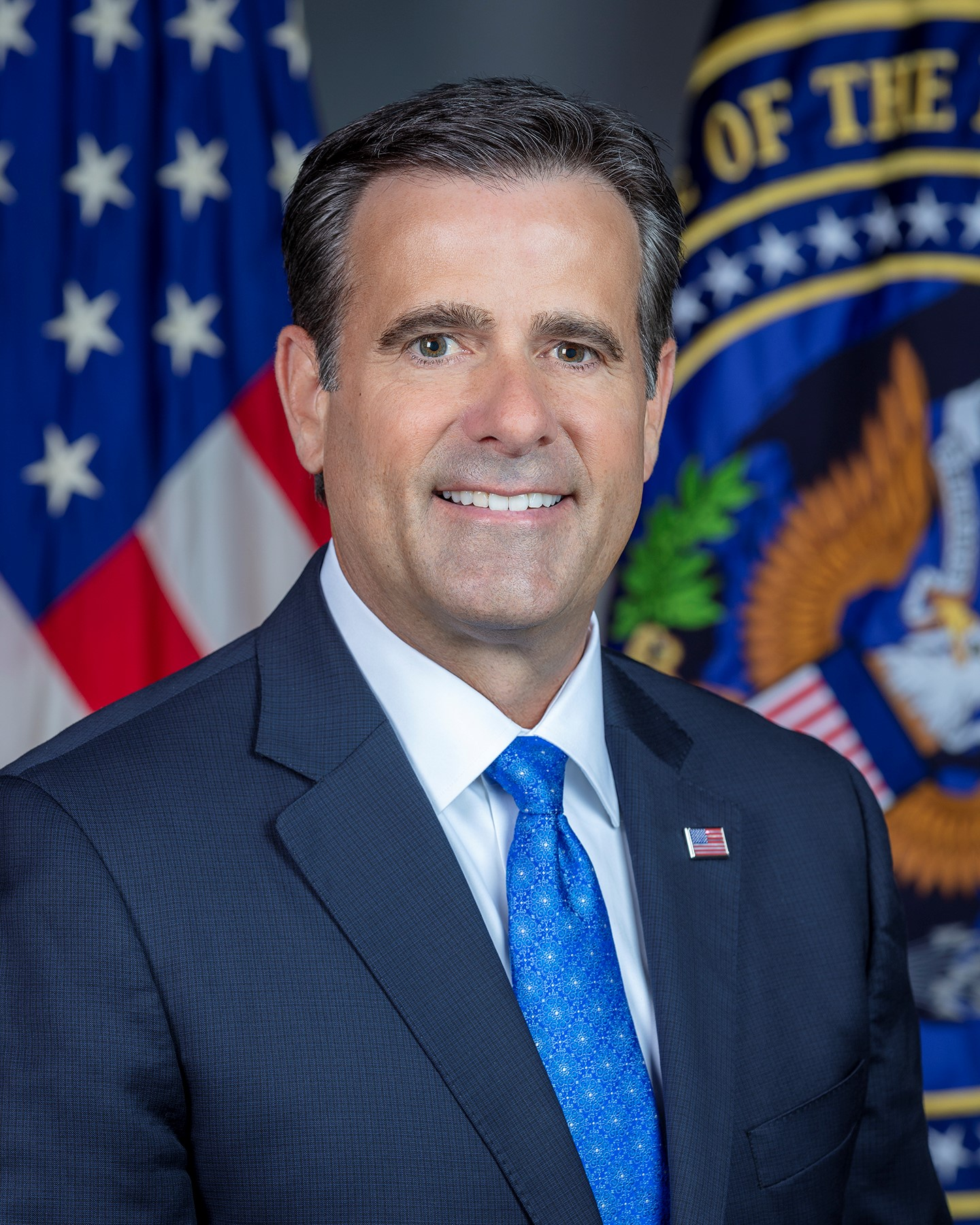
John Ratcliffe (2020)

John Lee Ratcliffe (* 20. Oktober 1965 in Chicago, Illinois) ist ein US-amerikanischer Politiker der Republikanischen Partei. Von 2015 bis 2020 vertrat er den 4. Kongresswahlbezirk von Texas im US-Repräsentantenhaus. Vom 26. Mai 2020 bis 20. Januar 2021 war er Director of National Intelligence im Kabinett Trump I. Seit dem 23. Januar 2025 ist er CIA-Direktor im Kabinett Trump II.

## Familie, Ausbildung und Beruf
John Ratcliffe studierte ab 1983 an der University of Notre Dame in Indiana und erwarb dort 1987 den Bachelorabschluss in Politik (Government and International Studies). Anschließend absolvierte er ein Jurastudium an der Southern Methodist University in Dallas, das er 1989 mit dem Juris Doctor abschloss. Im gleichen Jahr wurde er als Rechtsanwalt zugelassen und nahm seine Tätigkeit in diesem Beruf auf. In der nachfolgenden Zeit hielt er an zahlreichen Hochschulen juristische Vorträge.
Er ist mit Michele Ratcliffe verheiratet und hat zwei Kinder.
Ratcliffe ist römisch-katholischer Konfession.

## Politische Laufbahn
Zwischen 2004 und 2012 war er Bürgermeister der Stadt Heath. Von 2004 bis 2007 war er zudem Leiter der Bundesbehörde für Terrorbekämpfung und Nationale Sicherheit für den östlichen Teil des Staates Texas. In den Jahren 2007 und 2008 war er für dieselbe Region Bundesstaatsanwalt. Ratcliffe unterstützte 2012 den Präsidentschaftswahlkampf von Mitt Romney, der Barack Obama unterlag.
Bei der Wahl 2014 wurde Ratcliffe im vierten Kongresswahlbezirk von Texas in das US-Repräsentantenhaus in Washington, D.C. gewählt, wo er am 3. Januar 2015 die Nachfolge von Ralph Hall antrat, den er in der Vorwahl seiner Partei geschlagen hatte. Der im Jahr 1923 geborene Hall war damals das älteste Mitglied im Kongress. Bei der eigentlichen Wahl hatte Ratcliffe keinen Gegner. Ratcliffe wurde 2016 und 2018 mit 88 und 76 Prozent der Stimmen wiedergewählt. Sein Mandat im 116. Kongress hätte bis zum 3. Januar 2021 gereicht.
Ratcliffe gilt als konservativer Abgeordneter. Sein Wahlkreis, der den ländlichen Nordosten des Bundesstaates umfasst, gilt als republikanische Hochburg (siehe die Politik von Osttexas). Er gehörte dem Justizausschuss des Repräsentantenhauses an. Bei der Befragung des Sonderermittlers Robert Mueller zu dessen Russland-Untersuchung Ende Juli 2019 zeichnete sich Ratcliffe durch die Schärfe seiner Fragen aus.

## Geheimdienstkoordinator
Am 28. Juli 2019 gab Präsident Trump über Twitter bekannt, dass Dan Coats von seinem Posten als Geheimdienstkoordinator zurücktrete und Ratcliffe sein Nachfolger werden solle. Die Reaktionen darauf waren unter Kongressabgeordneten verhalten und in vielen Medien kritisch, da Ratcliffe als politisch einseitig und radikal beschrieben und die Befürchtung geäußert wurde, ihm fehle die Distanz zum Präsidenten. Nachdem mehrere Medien berichtet hatten, dass Ratcliffe seinen Lebenslauf geschönt habe, zog dieser seine Kandidatur zurück. Trump räumte ein am 2. August 2019, es sei Aufgabe der Medien, Kandidaten zu überprüfen, nachdem er sich zuvor per Twitter beklagt hatte, die Medien hätten seinen Kandidaten ungerecht behandelt. Statt der stellvertretenden Leiterin Susan Gordon die Führung zu überlassen, setzte Trump Maguire als kommissarischen DNI ein, der keiner Bestätigung durch den Senat bedarf. Nach Ablauf der Frist für diese Übergangslösung ließ Trump den nächsten kommissarisch die Geheimdienste leiten, diesmal seinen Statthalter in Deutschland, Richard Grenell. Danach war der Senat dann bereit, Trumps ursprünglichen Kandidaten doch noch zu bestätigen: Im Jahr 2020 nominierte Trump ihn erneut für den Posten, den Ratcliffe dann am 26. Mai 2020 antrat.
Kurz zuvor war Ratcliffe Anfang 2020 ein Mitglied des Verteidigungsteams von Präsident Trump im Amtsenthebungsverfahren gegen ihn.
Während seiner Anhörung im Mai 2020 hatte Ratcliffe den skeptischen Senatoren noch versprochen, das Amt des Geheimdienst-Koordinators unparteiisch auszuüben. Tatsächlich jedoch schloss er Demokraten von Unterrichtungen aus; besetzte Schlüsselpositionen in seiner Behörde mit Republikanern und äußerte sich öffentlich im Widerspruch zu Einschätzungen der ihm unterstehenden Geheimdienst-Mitarbeiter. Besonders auffällig war seine Entscheidung, Dokumente freizugeben, die im Verdacht standen, russische Fälschungen zu sein. Seine Amtszeit endete mit der Amtseinführung des neuen Präsidenten Joe Biden am 20. Januar 2021.

## CIA-Direktor
Im November 2024 wurde er für das Kabinett Trump II als CIA-Direktor nominiert. Nachdem der US-Senat mit 74 gegen 25 Senatoren zustimmte, somit auch viele Demokraten für ihn votierten, wurde er am 23. Januar 2025 im Amt vereidigt.